# Licenciatura
A licenciatura é um grau académico do ensino superior, em diversos países. O termo possui significados diferentes no Brasil e em Portugal.

## No Brasil
No Brasil, a licenciatura além de habilitar o profissional em sua respectiva área, também o habilita a ser professor em escolas de Ensino Infantil, Ensino Fundamental, Ensino Médio e Ensino Técnico, além de ser um dos possíveis caminhos para seguir a carreira acadêmica ao cursar programas de mestrado e doutorado.
As universidades públicas do Brasil oferecem licenciaturas nas áreas de Artes, Biologia, Ciências Sociais (Sociologia, Antropologia, Ciência Política),  Ciências da Computação, Ciências Naturais, Educação Física, Engenharias, Enfermagem, Filosofia, Física, Geografia, História, Informática, Letras, Matemática, Música, Pedagogia, Psicologia, Química e Teatro, que são obtidos através de cursos superiores que duram cerca de três a cinco anos.

### Licenciaturas e habilitação para docência
- Licenciaturas em áreas específicas do conhecimento: Ensino Fundamental (séries finais), Ensino Médio ou Ensino Técnico e profissionalizante.
- Licenciatura em Pedagogia: Educação Infantil e Ensino Fundamental (séries iniciais).

### Modelo formativo
Em geral o processo formativo de novos professores se dá no que ficou conhecido, e também muito criticado, como modelo 3+1, isto é, três anos de conteúdos específicos com mais um ano de formação didática.

## Em Portugal

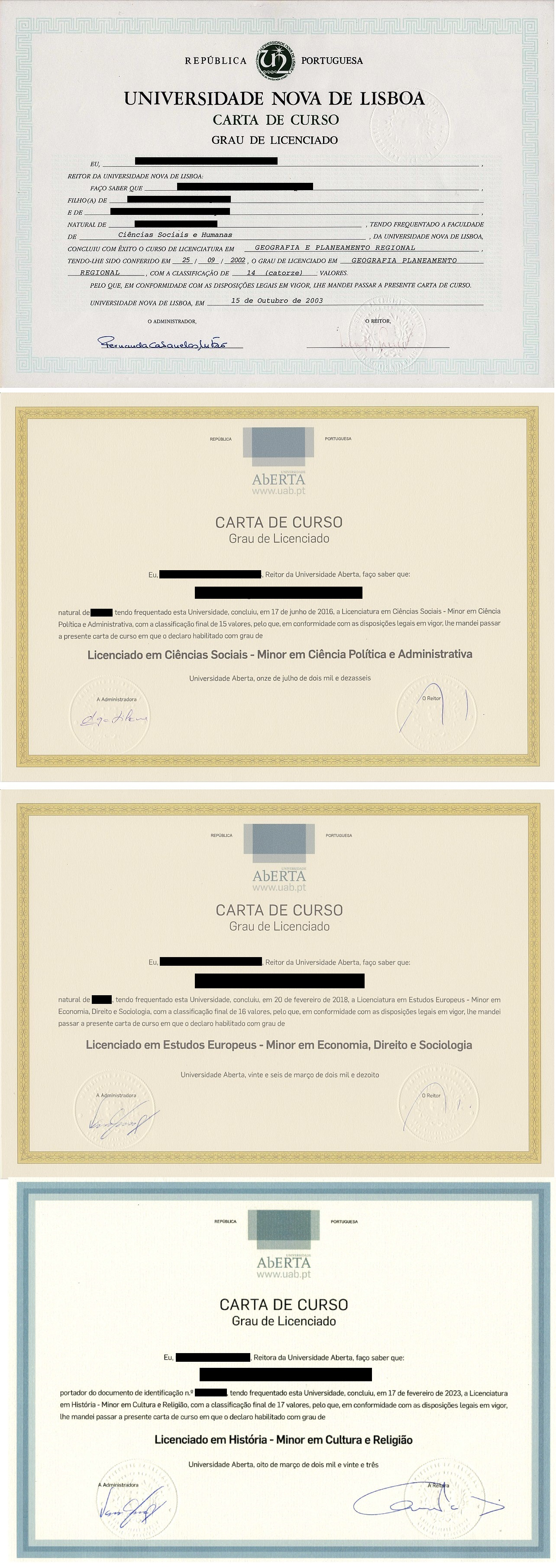
Cartas de Curso (i.e. Diplomas) do Grau de Licenciado de duas universidades portuguesas

Em Portugal, a designação "licenciatura" pode referir-se a dois graus diferentes do ensino superior, um utilizado até à organização do ensino superior de acordo com o Processo de Bolonha, em 2006 e o outro introduzido a partir de então. Para evitar a confusão, na linguagem corrente, o grau vigente atualmente, introduzido em 2006, é designado como "licenciatura pós-Bolonha" e o antigo é referido como "licenciatura pré-Bolonha".

### Licenciatura pós-Bolonha
A licenciatura pós-Bolonha corresponde ao primeiro ciclo do ensino superior, com uma duração de três ou, em casos especiais, quatro anos (como é o caso da licenciatura em Direito e em cursos na área da saúde). De acordo com o novo sistema de organização do ensino superior, introduzido em 2006, o grau de licenciado é o primeiro grau académico conferido na sequência da conclusão de um 1.º ciclo de estudos superiores (universitários ou politécnicos), com 6 semestres de duração (180 ECTS) podendo, em determinados casos, ter 7 ou 8 semestres de duração (210 ou 240 ECTS).

### Licenciatura pré-Bolonha
A licenciatura pré-Bolonha correspondia, normalmente, a um curso superior com uma duração normal de cinco anos (alternativamente, em alguns casos poderia ser de quatro, seis ou mesmo sete anos).
Até a introdução da organização do ensino superior decorrente do Processo de Bolonha, o grau académico de licenciado era conferido:
- No ensino universitário, na sequência da conclusão de um curso superior com a duração de quatro ou cinco anos (seis anos em alguns casos como Medicina,  Ciências Farmacêuticas, Arquitectura e Teologia — ou ainda sete anos em outros casos como Engenharia Militar);
- No ensino politécnico, na sequência da conclusão de um curso superior com quatro ou cinco anos de duração ou na sequência da conclusão da segunda etapa de um curso superior bietápico (um ou dois anos de estudos após a conclusão de um bacharelato).[6]

## Em outros países
Além de Portugal e do Brasil, a licenciatura existe como grau de ensino superior em outros países, com caraterísticas diferentes.
Na maioria dos países onde existe, a licenciatura tem caraterísticas muito semelhantes à licenciatura pré-Bolonha de Portugal, sendo obtida ao fim de quatro a seis anos de estudos superiores. Corresponde ao que, internacionalmente, é conhecido como "master" ou "mestrado". Com estas caraterísticas a licenciatura existe como grau nos sistemas de ensino superior da Argentina, Bélgica, Bolívia, Costa Rica, República Dominicana, México, Roménia (pré-Bolonha), Espanha (pré-Bolonha) e Suíça (pré-Bolonha).
Em outros países, contudo a licenciatura é um grau obtido ao fim de dois a três anos de estudos superiores, sendo semelhante à licenciatura pós-Bolonha de Portugal. Com estas caraterísticas, corresponde ao que é conhecido, internacionalmente, como "bacharelado". Este tipo de licenciaturas existe apenas em França, na Polónia e na Roménia (pós-Bolonha).
Nos sistemas de ensino superior da Finlândia e da Suécia, a licenciatura é um grau superior ao do mestrado, sendo normalmente obtida após ser completada a parte curricular de um doutoramento.
Existem também outros países onde a licenciatura é uma habilitação ou um grau concedido em determinadas áreas de estudos. Como tal existe em países como o Canadá (licenciatura em Direito), a Alemanha (licenciatura em Direito) ou o Reino Unido (licenciaturas em Latim e em Grego).